# Chấn động (hiện tượng tự nhiên)
Chấn động là kết quả khi bề mặt của một hành tinh, vệ tinh tự nhiên hoặc sao bắt đầu rung chuyển, thường là hậu quả của việc giải phóng năng lượng đột ngột dưới dạng sóng địa chấn và có khả năng gây tổn hại lớn.

## Động đất
Động đất là hiện tượng xảy ra do sự giải phóng đột ngột năng lượng dự trữ trong lớp vỏ Trái Đất, tạo ra sóng địa chấn. Ở bề mặt Trái Đất, động đất có thể tự biểu hiện bằng sự rung chuyển hoặc dịch chuyển mặt đất và đôi khi gây ra sóng thần, có thể dẫn đến mất mạng và hủy hoại tài sản. Một trận động đất gây ra bởi các mảng kiến tạo (các phần của vỏ Trái Đất) bị mắc kẹt và gây áp lực lên trên mặt đất. Áp lực trở nên lớn đến mức đá sụp xuống và gây ra các đường đứt gãy.

## Chấn động Mặt Trăng
Chấn động Mặt Trăng chính là phiên bản động đất của Mặt Trăng (tức là một trận động đất trên Mặt Trăng). Chúng lần đầu tiên được phát hiện bởi các phi hành gia Apollo. Các chấn động Mặt Trăng lớn nhất yếu hơn nhiều so với các trận động đất lớn nhất, mặc dù độ rung lắc của chúng có thể kéo dài tới một giờ, do có ít yếu tố làm suy giảm các rung động địa chấn.
Thông tin về các chấn động Mặt Trăng đến từ máy đo địa chấn được đặt trên Mặt Trăng từ năm 1969 đến năm 1972. Các thiết bị được đặt bởi các nhiệm vụ Apollo 12, 14, 15 và 16 hoạt động hoàn hảo cho đến khi chúng bị tắt vào năm 1977.
Có ít nhất bốn loại chấn động Mặt Trăng khác nhau:
- Chấn động Mặt Trăng sâu (~ 700 km dưới bề mặt) [3][4][5]
- Rung động do tác động thiên thạch
- Chấn động Mặt Trăng nhiệt (lớp vỏ Mặt Trăng lạnh lẽo nở ra khi ánh sáng Mặt Trời xuất hiện trở lại sau đêm trăng dài hai tuần) [6]
- Chấn động Mặt Trăng nông (50–220 km dưới bề mặt) [7]

Ba loại chấn động Mặt Trăng đầu tiên được đề cập ở trên có xu hướng nhẹ; tuy nhiên, các chấn động Mặt Trăng nông có thể ghi nhận lên tới mB = 5,5 trên thang cường độ sóng khối. Trong khoảng thời gian từ năm 1972 đến 1977, 28 trận chấn động Mặt Trăng nông đã được quan sát.

## Chấn động Sao Hỏa
Chấn động Sao Hỏa là một trận động đất xảy ra trên Sao Hỏa. Một nghiên cứu năm 2012 cho thấy rằng chấn động Sao Hỏa có thể xảy ra mỗi triệu năm. Kết quả này có liên quan đến bằng chứng tìm thấy sau đó về ranh giới kiến tạo của Sao Hỏa.

## Chấn động Sao Kim
Chấn động Sao Kim là một trận động đất xảy ra trên Sao Kim.
Chấn động Sao Kim có thể đã gây ra một vết sẹo mới và hình thành vụ lở đất. Một hình ảnh về các vụ lở đất đã được chụp vào tháng 11 năm 1990 trong chuyến bay đầu tiên quanh Sao Kim của tàu vũ trụ Magellan. Một hình ảnh khác được chụp vào ngày 23 tháng 7 năm 1991 khi Magellan xoay quanh Sao Kim lần thứ hai. Mỗi hình ảnh bao quát 24 kilômét (15 mi) theo chiều dọc và 38 kilômét (24 mi) theo chiều ngang, tập trung ở 2° vĩ Nam và 74° kinh Đông.

## Chấn động Mặt Trời
Chấn động Mặt Trời là một trận động đất xảy ra trên Mặt Trời.
Sóng địa chấn tạo ra bởi chấn động Mặt Trời xảy ra trong quang cầu và có thể di chuyển với vận tốc 35.000 kilômét trên giờ (22.000 mph), với khoảng cách lên tới 400.000 kilômét (250.000 mi) trước khi biến mất.
Tàu vũ trụ SOHO của ESA và NASA ghi nhận chấn động Mặt Trời như một phần của sứ mệnh nghiên cứu Mặt Trời.

## Chấn động sao
Chấn động sao là một hiện tượng vật lý thiên văn xảy ra khi lớp vỏ của một ngôi sao neutron trải qua một sự điều chỉnh đột ngột, tương tự như một trận động đất trên Trái Đất. Chấn động sao được cho là kết quả từ hai cơ chế khác nhau. Một là những ứng suất rất lớn tác động lên bề mặt của sao neutron được tạo ra bởi các vòng xoắn trong từ trường bên trong cực mạnh. Một nguyên nhân thứ hai là kết quả của mô men động lượng. Khi ngôi sao neutron mất vận tốc góc do kéo hệ quy chiếu và do thất thoát năng lượng do nó là một lưỡng cực từ tính quay, lớp vỏ phát triển một lượng lớn ứng suất. Một khi vượt quá một mức nhất định, nó sẽ tự điều chỉnh thành một hình dạng gần với trạng thái cân bằng không quay: một hình cầu hoàn hảo. Sự thay đổi thực tế được cho là ở mức micromet trở xuống, và xảy ra trong chưa đầy một phần triệu giây.
Chấn động sao lớn nhất được ghi nhận là vào ngày 27 tháng 12 năm 2004 ở sao từ SGR 1806-20. Người ta đã tính toán rằng sự giải phóng năng lượng sẽ tương đương với một trận động đất mạnh 32 độ. Cơn chấn động, vốn xảy ra cách Trái Đất 50.000 năm ánh sáng, đã giải phóng các tia gamma tương đương 1037 kW. Nếu nó xảy ra trong khoảng cách 10 năm ánh sáng từ Trái Đất, cơn chấn động có thể gây ra sự tuyệt chủng hàng loạt.